# Kolo sreće (film)
Kolo sreće (eng. Trading Places) je američka komedija iz 1983. godine, koju je režirao John Landis. Glavne uloge tumače Dan Aykroyd i Eddie Murphy. Priča priču o veoma uspješnom trgovačkom posredniku i beskućnoj skitnici, čiji se životi zamijene nakon što nesvjesno postanu dio pomno razrađene oklade. Ralph Bellamy, Don Ameche, Denholm Elliott, i Jamie Lee Curtis također glume u filmu. Priča filma često je zvana modernom verzijom novele Kraljević i prosjak, američkog pisca Marka Twaina.
Film su napisali Timothy Harris i Herschel Weingrod, a producirao ga je Aaron Russo. Objavljen je u kinima Sjeverne Amerike 8. lipnja 1983. godine, gdje ga je distribuirao Paramount Pictures. Film je zaradio preko 90 milijuna dolara tijekom prikazivanja u SAD-u, završavajući kao četvrti film po zaradi i drugi film za starije od 17 godina 1983. godine.
Denholm Elliott i Jamie Lee Curtis osvojili su nagrade za najbolje glumce u sporednoj ulozi, na trideset i sedmoj dodijeli nagrade Britanske akademije filmske i televizijske umjetnosti. Film je nominiran za još nekoliko nagrada, kao što je Zlatni globus za najbolji film – komedija ili mjuzikl na četrdeset i prvoj dodijeli Zlatnog globusa.

## Radnja
Braća Duke, Randolph i Mortimer vlasnici veoma uspješne robne tvrtke za posredovanje, Duke & Duke u Philadelphiji. Pošto imaju različita mišljenja po pitanju prirode i odgoja, sklapaju okladu te započinju eksperiment u kojem će zamijeniti živote dvaju nesvjesnih ljudi, drugačijih socijalnih statusa, pri čemu će motriti rezultate. Uskoro svjedoče susretu njihova direktora za menadžment — dobro odgojenog i obrazovanog Louisa Winthorpea III, koji je zaručen za praunuku Dukesa, Penelope — i siromašnog skitinice imena Billy Ray Valentine; Valentine je uhićen na naredbu Winthorpea zbog sumnje na pokušaj pljačke. Braća Duke odluče koristiti dva muškarca za eksperiment.
Winthorpeu je javno podvaljena pljačka, a podvalio ju je diler droge i zavodnik Clarence Beeks, čovjeku koji se nalazi na platnom spisku braće Duke. Winthorpe je otpušten iz Duke & Duke, bankovni računi su mu blokirani, zabranjen mu je pristup domu kojeg posjeduje Duke, a ubrzo ga odbacuje i zaručnica i prijatelji. Međutim, ubrzo se sprijatelji s Ophelijom, prostitutkom koja mu pristaje pomoći u zamjenu za financijsku pomoć, koju će dobiti nakon što se Winthorpov život vrati u normalu. U međuvremenu, braća Duke izbavljaju Valentinea iz zatvora, postavljaju ga na poziciju Winthorpeova posla te mu daju pristup njegovom bivšem domu. Valentine uskoro dobro snalazi na poslu te koristi svoje ulično znanje kako bi postigao uspjeh. Također se počinje ponašati pristojno.
Tijekom boćićne proslave u tvrtki, Winthorpe je uhvaćen u pokušaju da Valentineu podvali drogu u ladicu kako bi mu podvalio. Uspjeva pobjeći s pištoljem u ruci. Kasnije, braća Duke raspravljaju o okladi te postavljaju dobitak od jednog dolara. Također dogovore kako će Valentinea vratiti na ulicu, ali kako Winthorpea neće vratiti. Valentine načuje razgovor te potraži Winthorpea, koji je se pokušao ubiti predoziranjem tabletama. Valentine, Ophelia i Winthorpeov batler Coleman ga njeguju pri čemu ga obavjeste o eksperimentu braće Duke. Na televiziji, otkriju da Clarence Beeks prenosi tajni izvještaj ministarstva poljoprivrede SAD-a, o prognozi uroda naranča. Winthorpe i Valentine prisjete se velikog novca kojeg su braća Duke platili Beeksu te shvate da braća Duke planiraju nabaviti izvještaj za ulazak na tržište smrznutog koncentriranog soka od naranče.
Na Silvestrovo, četvorka se ukrca na vlak za Philadelphiju, zajedno s Beeksom. Planiraju zamijeniti izvještaj s lažnim izvještajem koji će Beeks dati braći Duke. Beeks ih međutim razotkrije te ih pokuša ubiti, ali ga gorila udari u glavu što ga onesvjesti. Četvorka zamaskira Beeksa u gorilin kostim te ga stavi u kavez s pravom gorilom. Nakon što prerušeni dostave izvještaj braći Duke, Valentine i Winthorpe putuju do New Yorka s Colemanovom i Ophelinom životnom ušteđevinom kako bi nastavili s planom.
Na robno trgovačkom katu, braća Duke ulažu sve novce u kupnju ugovora za smrznuti koncentrirani sok od naranče; ostali ih trgovci prate pa tako podižu cijenu. U međuvremenu, Valentine i Winthorpe prodaju ugovore za smrznuti koncentrirani sok od naranče za veliku cijenu. Ipak, nakon što voditelj objavi stvarno stanje uroda naranči, a to je da je u velikom padu, Valentine i Winthorpe počinju masivno kupovati ugovore za malu cijenu, dok braća Duke ostaju šokirani te se trude prodati ugovore što prije, ali ne uspjevaju. Braća Duke ostaju dužni 394 milijuna dolara, što ih vodi u bankrot. Valentine i Winthorpe im objasne kako su se okladili da će se uspjeti obogatiti, a da će njih osiromašiti. Valentine uzima dolar od Winthorpea, a Randolph se sruši od boli u prsima. Hitna pomoć ga ubrzo nosi dok se Mortimer ljutito dere na brata zbog njegova propalog plana. Kasnije, sada bogati Valentine, Winthorpe, Ophelia, i Coleman su na tropskoj plaži, dok Beeks i gorila idu brodom prema Africi.

## Uloge
- Dan Aykroyd kao Louis Winthorpe III
- Eddie Murphy kao Billy Ray Valentine
- Ralph Bellamy kao Randolph Duke
- Don Ameche kao Mortimer Duke
- Denholm Elliott kao Coleman
- Jamie Lee Curtis kao Ophelia
- Kristin Holby kao Penelope Witherspoon, Winthorpeova zaručnica
- Paul Gleason kao Clarence Beeks
- Robert Curtis-Brown kao Todd, Winthorpeov prijatelj
- James Belushi kao Harvey, partijaner
- Kelly Curtis kao Penelopina prijateljica Muff
- Frank Oz kao policajac
- James Eckhouse kao policajac
- Giancarlo Esposito kao zatvorenik
- Richard Hunt kao Wilson
- Bo Diddley kao prodavač u zalagaonici.[3]

- Tom Davis i Al Franken kao rukovatelji prtljagom.

## Produkcija
Film se prvobitno trebao zvati Black and White. Bila je to ideja pisca Timothyija Harrisa koji je bio inspiriran dvojicom braće protiv kojih je trebao igrati tenis; bili su veoma bogati i škrti, a uživali su i u suparništvu. Harris je smislio priču te ju ispričao svom kolegi piscu Herschelu Weingrodu. Prodali su scenarij Paramountu, u kojem ga je Jeffrey Katzenberg ponudio John Landis.
Landis ga je nazvao "vrlo staromodnom, socijalnom komedijom kao one nastrane stvari iz '30-ih." Scenarij je napisan primarno za Richarda Pryora i Genea Wildera, ali Pryor je imao tešku nesreću. Paramount je predložio Eddieja Murphyija kao zamijenu (48 Hours je snimljen, ali nije objavljen). Landisu se svidio te je htio Dana Aykroyda kao njegovog kolegu. Paramount nisu odmah bili za jer su mislili kako Aykroyd ne bi htio raditi bez Johna Belushija; Landis je rekao da je bilo "uvriježeno da je Aykroyd bez Belushija kao Abbott bez Costelloa, i da mu je karijera gotova." Landis je mislio da je Aykroyd "dobar glumac, i da bi bez problema mogao glumiti s ovim tipom. Danny, on je glumac: Kažeš mu što želiš, i on će to odraditi. I mislio sam da bi on bio sjajan."
Landis je zaposlio Jamie Lee Curtis, iako je studio bio protiv jer je mislio kako je ona sam glumica za hororce. Plačeno joj je 70,000 dolara, a rekla je da joj je Landis "jednoručno promijenio tijek života dajući joj tu ulogu."
Za ulogu negativaca, Landis je htio glumce iz '40-ih koji nikada nisu glumili negativce. Na pamet mu je pao Don Ameche.

## Teme
Priča filma Kolo sreće—član društva mijenja mjesta s drugim članom društva koje je potpuno u kontrastu njegovom—često je uspoređivana s novelom Marka Twaina Kraljević i prosjak. Prvi put objavljena 1881. godine, novela prati život princa i prosjaka—koji su obojica adolescenske dobi—koji koriste svoju neobičnu sličnost kako bi privremeno zamijenili mjesta; prince uzima život siromaha, a prosjak uzima život bogataša. Slična je usporedba Kola sreće i Mozartove opere iz 18. stoljeća, Figarov pir u kojoj sluga (Figaro) prekriva planove svog bogatog gospodara kojimu je pokušao ukrasti mladenku. Glazba iz Figarovog pira koristi se u filmu tijekom prikaza privilegiranog života Louisa Winthorpea. Filmu je također uzor Twainove pripovijetke Novčanica od milijun funti.
Američki filozof i profesor na Harvardovom sveučilištu, Stanley Cavell napisao je o Kući sreće u svojoj knjizi iz 2005. godine Cavell on Film. Cavell je opisao kako film ponekad koristi novu i modernu tehnologiju kako bi producirao tj. prikazao operu. Objasnio je kako ovaj aksiom daje važnost, ne činjenici da "naša generacija" očekuje novo napisane opere, nego da očekivanja "novih produkcija opera" postoje. Cavell također uspoređuje Kuću sreće s operom Figarov pir.
David Budd, u svojoj knjizi iz 2002. godine Culture Meets Culture in the Movies, priča o iskustvu samih likova koji su doživjeli zamijenu uloga u društvu. Fikcijski film iz 1995. godine, Breme bijelog čovjeka i knjiga Johna Howarda Griffina, Black Like Me prikazali su kako neka iskustva mogu biti drugačija svijetloputim i tamnoputim ljudima.

## Kritike

### Rezultati zarade
Kolo sreće je u kinima objavljen 10. lipnja 1983. u SAD-u. Tijekom prvog vikenda prikazivanja, film je zaradio 7.3 milijuna dolara iz 1,375 kina, s prosjekom od oko 5,334 dolara po kinu, što ga je učinilo trećim filmom najveće zarede u prvom vikendu godine, odmah iza Octopussy (8.9 milijuna dolara)—koji je objavljen isti vikend—i Povratak Jedija (12 milijuna dolara).
Film je ostao na popisu najprofitnijih filmova punih 17 tjedana. Na kraju je zaradio 90.4 milijuna dolara u SAD-u samom, što ga čini četvrtim najprofitnijim filmom 1983. godine, iza Flashdance (92.9 milijuna dolara), Vrijeme nježnosti (108.4 milijuna dolara) i Povratak Jedija (252.5 milijuna dolara), te drugi najprofitniji film za starije od 17 godina iz 1983. godine, iza Flashdance. Danas, film je 58. najprofitniji film za starije od 17 godine.

### Recenzije
Kolo sreće naišao je na pozitivne kritike. Na popularnoj web stranici Rotten Tomatoes, na temelju 45 kritika, film drži ukupan postotak tj. ocjenu od 87%, uz prosječnu ocjenu 7.4/10. Kratka rečenica o filmu na stranici glasi: "Uz spretnu interakciju između Eddieja Murphyija i Dana Aykroyda, Kolo sreće je jako privlačna socijalna satira." Metacritic dao je filmu 66 od 100, na temelju 9 kritika, što ukazuje na "generalno pozitivne kritike".
Autor i kritičar Richard Schickel, časopisa Time, nazvao je Kolo sreće "jednom od najemotivnijih i najprijatnijih komedija novijeg vremena". Dok je hvalio Aykroydov uspjeh u portretiranju Winthorpea, Schickel je kritizirao Murphyjevu izvedbu Valentinea, te ga je nazvao "silom s kojom se trebao suočiti" i da "čini Kolo sreće nečim više od tople komedije. On ga čini događajem." Filmski kritičar Roger Ebert, novina Chicago Sun-Times nagradio je film s tri i pol od četiri zvjezdice, navodeći kako je film sličan filmu Tootsie te ga uspoređuje s komedijama Franka Capre i Prestona Sturgesa. Ebert je izjavio da je "ovo dobra komedija"; opisao je da su likovi "sjajne komične kreacije" te su postali mnogo više no tipski likovi, primarno zbog glumčevih vještina, te je objasnio da je komedije uspješna jer "gradi likove čudnih osobnosti, koji su smiješni zato što su ono što jesu." Još je i komentirao glumu koja mu se jako svidjela te je rekao da su "Murphy i Aykroyd stvoreni jedno za drugo", da obojica mogu biti "specijalno čudni", da obojica "glume svoje likove s dosta urošene inteligencije" i da ih je "zabavno gledati kako misle." Komentirajući Bellamyija i Amechea u ulogama braće Duke, Ebert je nazvao njihove uloge "majstorskim potezom davanja uloga."
Janet Maslin, novina The New York Times ponovila je neke od komentara koje je napisao Roger Ebert, navodeći da je "Preston Sturges je mogao napraviti film kao Kolo sreće - da je imao manje inspiracije i puno više novca." Uloge je komentirala kao "dobro odabrane", te prozvala Murphyija i Aykroyda "glumcima stvorenim jedno za drugo". Također je rekla da su braću Duke "odigrali predivno" Ameche i Bellamy, pa je tako i komentirala da je ostatak glumačke postave bio jako dobar. Posebno je pohvalila Curtis, o kojoj je rekla da je uspjela "okrenuti tvrdoglavu, kratkosuknju prostitutku u ženu punu neočekivanog šarma." Jay Carr, novina The Boston Globe nazvao ga je "jednostavno jednim od najboljih filmova koje je gledao." Empire časopis dao je filmu četiri od pet zvjezdica, svrstavajući Kolo sreće u "sjajne" filmove prema Empireovom ocjenjivačkom sistemu, navodeći kako su Murphy i Aykroyd ukrali show. U kritici filma koju je objavio časopis Variety pisalo je da je film "lagano požuren izvedbama Dana Aykroyda i Eddieja Murphyija." Također su pohvalili ostale glumce pa tako izjavili da Murphy i Aykroyd "ne bi mogli uspjeti u ovom filmu bez tri veterana - Ralpha Bellamyija, Dona Amechea i engleza Denholma Elliotta". Prisustvo Jamie Lee Curtis komentirali su samo "prijatnim."

### Nagrade
Film je osvojio nekoliko nagrada i nominacija, jedna od kojih je bila Oscar 1984. godine, dva zlatna globusa, i tri BAFTA nagrade. Elliott i Curtis osvojili su pi jednu nagradu, što ukljuluje, BAFTA nagradu za najboljeg glumca u sporednoj ulozi i najbolju glumicu u sporednoj ulozi.
| Nagrada       | Kategorija                            | Primatelji i kandidati             | Ishod      | Izvor  |
| ------------- | ------------------------------------- | ---------------------------------- | ---------- | ------ |
| BAFTA         | Najbolji glumac u sporednoj ulozi     | Denholm Elliott                    | Osvojeno   | [ 25 ] |
| BAFTA         | Najbolja glumica u sporednoj ulozi    | Jamie Lee Curtis                   | Osvojeno   | [ 25 ] |
| BAFTA         | Najbolji scenarij                     | Timothy Harris i Herschel Weingrod | Nominacija | [ 25 ] |
| Zlatni globus | Najbolji film - komedija ili mjuzikl  | Kolo sreće                         | Nominacija | [ 24 ] |
| Zlatni globus | Najboli glumac - komedija ili mjuzikl | Eddie Murphy                       | Nominacija | [ 24 ] |
| Oscar         | Najbolja originalna glazba            | Elmer Bernstein                    | Nominacija | [ 23 ] |

## Glazba
Glazbu iz filma objavila je diskografska kuća La-La Land Records, 11. listopada 2010. godine, u limitiranom izdanju od 2000 kopija. Na albumu se nalazi Oskarom nominiran glazba Elmera Bernsteina, kao i izvorni materijal koji je on aranžirao i napisao, što uključuje tradicionalne bočićne pjesme. Dobar dio Bernsteinove glazbe temelji se na Mozartovoj glazbi iz opere Figarov pir. "Do Ya Wanna Funk," hit pjesma pjevača Sylvestera iako u filmu, izostavljena je s albuma. Pjesma "The Loco-Motion" od Little Eve je također u filmu tijekom scene u vlaku.

## Počasti
Film se u Hrvatskoj prikazuje svake godine za vrijeme božićnih blagdana.
U Italiji je postao božićni klasik te se prikazuje svake godine od 24. prosinca 1986. godine.

## Vanjske poveznice
- Kolo sreće u internetskoj bazi filmova IMDb-a
- Kolo sreće na Box Office Mojo
- Kolo sreće na Rotten Tomatoes

### Sestrinski projekti
|  | Zajednički poslužitelj ima još gradiva o temi Trading Places |
|  | Wikicitati imaju zbirke citata o temi Trading Places         |